# Hourglass (album de James Taylor)
Pour les articles homonymes, voir Hourglass.
Hourglass est un album de James Taylor sorti en 1997.

## Liste des titres
| No  | Titre                     | Durée |
| --- | ------------------------- | ----- |
| 1.  | Line 'Em Up               | 4:42  |
| 2.  | Enough To Be On Your Way  | 5:57  |
| 3.  | Little More Time With You | 3:51  |
| 4.  | Gaia                      | 5:30  |
| 5.  | Ananas                    | 5:42  |
| 6.  | Jump Up Behind Me         | 3:28  |
| 7.  | Another Day               | 2:21  |
| 8.  | Up Er Mei                 | 3:47  |
| 9.  | Up From Your Life         | 5:15  |
| 10. | Yellow And Rose           | 4:54  |
| 11. | Boatman                   | 3:57  |
| 12. | Walking My Baby Back Home | 2:27  |
| 13. | Hangnail                  | 2:22  |

## Récompenses
L'album remporte le Grammy Award du meilleur album vocal pop en 1998.